# Palác Pamphiliů (Albano)
Palác Pamphiliů (italsky Palazzo Pamphilj nebo Collegio Nazareno) je barokní palác situovaný v Albano Laziale u Říma v oblasti Castelli Romani. Jeho stavba probíhala mezi lety 1708 a 1717 a byla iniciována kardinálem Benedettem Pamphilim, který jím nahradil několik venkovských vil z konce 17. století. Roku 1764 se palác stal majetkem řeholníků z Řádu zbožných škol (piaristů) z Collegia Nazarena v Římě a byl až do roku 1944 využíván jako letní rezidence pro studenty. V roce 1944 bylo Albano Laziale bombardováno a poté obsazeno spojeneckými vojsky. Palác Pamphiliů byl přechodně městskou správou využit pro ubytování lidí bez domova, kterým byly zpřístupněny bytové jednotky z osmnáctého století. Poté se nepodařilo pro budovu najít vhodné využití a dále chátrala. Nyní je palác v soukromém vlastnictví a nachází se katastrofálním technickém stavu, což je v rozporu s jeho historickou a architektonickou hodnotou zdůrazněnou studií z roku 1988.